# Vločkovník zelenohřbetý
Vločkovník zelenohřbetý (Mandingoa nitidula) je pták z čeledi astrildovitých, který obývá afrotropickou oblast.

## Vzhled
Délka těla dosahuje 9–11 cm a hmotnost 8–10 g. Horní část těla je zbarvena olivově zeleně, hruď je žlutozelená a břicho je černobíle kropenaté. Dospělí samci jsou pestřejší než samice nebo mladí jedinci, nápadným rozlišovacím znakem je oranžové až červené peří na tvářích. Oči, zobák a nohy jsou hnědé nebo černé (některé poddruhy mají červenou špičku zobáku). Ocas je krátký a křídla zakulacená.

## Způsob života
Vločkovníci žijí v párech nebo v malých skupinách. Obývají lesy, plantáže i městské parky, zdržují se především v hustém podrostu. Byli pozorování v nadmořské výšce až 2500 m. Vedou denní způsob života. Živí se hmyzem, semeny lipnicovitých rostlin a ovocem, potravu hledají převážně na zemi. Páří se koncem období dešťů a v křoví budují kulovité hnízdo s bočním vchodem, kam samice snáší čtyři až šest vajec. Mláďata se líhnou po dvou týdnech a pohlavní dospělosti dosahují ve věku deseti týdnů.

## Chov v zajetí
Do Evropy byl vločkovník zelenohřbetý poprvé dovezen v roce 1934. Jeho chov v zajetí je obtížný vzhledem k vysokým nárokům na teplotu (minimálně 24 °C), na denní režim i na kvalitu potravy.

## Taxonomie
Vločkovník zelenohřbetý je jediným druhem rodu Mandingoa. Vytváří čtyři geografické poddruhy:
- Mandingoa nitidula nitidula (Svazijsko, Jihoafrická republika a Zimbabwe)
- Mandingoa nitidula chubbi (východní Afrika)
- Mandingoa nitidula schlegeli (pobřeží Guinejského zálivu)
- Mandingoa nitidula virginiae (ostrov Bioko)